# LNWR classe Teutonic
La Classe Teutonic du London and North Western Railway est un modèle de locomotives à vapeur de disposition d'essieux 1110 (2-2-2-0 dans la nomenclature britannique), apparentée aux Porter (120), mis au point par Francis Webb. Evolution des classes Experiment et Dreadnought, elles reprennent leur mécanisme compound à trois cylindres et n'ont pas de bielle de liaison.
Livrées entre 1889 et 1890, ces dix locomotives sont démolies après le départ à la retraite de leur concepteur.

## Historique

### Origines
Le London and North Western dont le réseau très étendu reliant notamment Londres à Birmingham, Liverpool et Carlisle, une gare où les locomotives du Caledonian Railway reprenaient les trains menant à Glasgow et Édimbourg. L'arrivée des voitures à couloir latéral, intercirculation et bogies sur les express les plus raffinés se traduit par une augmentation de la charge dépassant les capacités des locomotives de vitesse à un ou deux essieux moteurs.
En 1882, le service des express sur les lignes principales vers l'Écosse et les ports transatlantiques, Francis Webb (en), l'ingénieur en chef du London and North Western Railway, met au point les locomotives de la classe Experiment (première du nom). Premières compounds produites en série pour le LNWR, ces locomotives donnent des résultats jugés satisfaisants mais leur manque relatif de puissance donne lieu à la mise au point des locomotives de la classe Dreadnought, dotée d'une chaudière plus grande et de cylindres légèrement agrandis tandis que les roues motrices sont plus petites de 6 pouces (1,829 m au lieu de 1,981 m) afin d'accroître l'effort de traction. Trente Dreadnought sont livrées en 1884-1886 et dix autres en 1888. Elles introduisent une porte de boîte à fumée circulaire ainsi que l'emploi de bandes de roulement en acier. Ces deux séries de locomotives emploient une disposition compound à trois cylindres, deux cylindres à haute pression (HP) actionnant les roues du dernier essieu et renvoyant la vapeur vers un grand cylindre basse pression (BP) positionné plus en avant et attaquant le premier essieu avant.
La complexité des 70 locomotives compound affectées aux express donnant des soucis aux équipes de conduite et de maintenance, le LNWR accepte de revenir à la conception éprouvée des locomotives à simple expansion de la classe Precedent, donnant naissance en 1887 aux locomotives de la classe Improved Precedent, qui bénéficient notamment d'une chaudière améliorée, puis à partir de 1889 à celles de la classe Waterloo à roues plus petites. À elles-deux, ces locomotives surnommées Jumbo comptabiliseront 248 exemplaires réalisés par reconstruction intégrale de locomotives plus anciennes jusqu'à la fin des années 1890.
Francis Webb ne renonce toutefois pas à produire des locomotives compound à trois cylindres qui rendent de réels services sur les grands express au départ de Londres lorsqu'elles sont confiées à un mécanicien aux talents d'artiste.

### Mise au point
Envisagées comme une version plus puissante et plus rapide de la classe Dreadnought, les Teutonic se distinguent par leurs roues motrices dont le diamètre est de 6 pieds 10 pouces (2,083 m) sans compter les bandes de roulement qui ajoutent 3 pouces (76,2 mm) lorsqu'elles sont neuves. Cette taille fort importante désigne les Teutonic pour la grande vitesse, leur concepteur a également modifié l'essieu porteur avant doté de roues de 3 pieds 10 pouces 1⁄2 in (1 181 mm). Afin de mettre fin aux problèmes de démarrage et aux conséquences des patinages, les distributions des groupes HP et BP sont liées entre-elles[réf. souhaitée]. Il n'y a toutefois toujours pas de bielle de liaison extérieure. La chaudière est la même que celle des Dreadnought mais positionnée plus haut, probablement en raison de la taille des roues. La surface de chauffe du foyer et des tubes reste inchangée tout comme l'empattement entre les roues.
En parallèle, Webb équipe cette nouvelle série de plusieurs avancées de pointe qui deviendront la norme sur les locomotives à vapeur moderne : les boîtes d'essieu sont lubrifiées par de l'huile au lieu de la graisse et les traverses porte-tampons sont réalisées en métal et non plus en bois. Les cylindres sont initialement dotés de longues tiges de piston dépassant de l'avant des cylindres, ce qui impose de rallonger l'avant créant un porte-à-faux. Par la suite, ces tiges sont retirées et l'avant raccourci, faisant disparaître le carénage masquant le cylindre central. D'après les cheminots qui les ont conduites, la suppression des tiges de piston a dégradé leurs performances.
Les trois locomotives de 1889 différent initialement entre-elles. Deux sont des compound tandis que la no 1303 Pacific est construite avec un système à triple expansion avec un cylindre central de 20 pouces (508 mm). Peu d'informations sont connues au sujet de cette disposition expérimentale qui permettait aussi de fonctionner en simple expansion lors d'efforts soutenus (démarrages, fortes rampes) ; elle est rapidement supprimée au profit d'un arrangement classique, tout comme celle de la no 1302 Oceanic où le cylindre central n'avait initialement que 28 pouces de large. Ces trois exemplaires sont finalement mises au type de la no 1301 mais la distribution Joy du cylindre central est remplacée par une distribution à excentrique simple, les cylindres extérieurs conservant leur mécanisme Joy. Les locomotives de 1890 utilisent d'emblée cette disposition révisée.
Comme l'ensemble des locomotives pour voyageurs du LNWR, leur tender est doté d'une écope pour prendre en marche de l'eau dans des bacs disposés entre les rails. Ce système permet d'éviter plusieurs arrêts en gare.
L'omission de la bielle de liaison est un choix de leur concepteur afin de se passer des mouvements parasites induits par ces masses non suspendues, ce qui améliore les performances à haute vitesse. Les cylindres extérieurs (HP) actionnent les roues du dernier essieu et renvoient la vapeur vers un unique cylindre basse pression (BP) disposé plus en avant qui agit sur le premier essieu moteur. Chaque cylindre dispose à l'origine d'une distribution Joy ; par la suite, celle du cylindre central est remplacée par une distribution à excentrique simple. L'absence de bielle d'accouplement et le choix de ne faire agir le changement de marche que sur les cylindres HP pouvait avoir des effets inattendus lorsque la locomotive changeait de sens après une marche arrière, le cylindre basse pression continuant à propulser le premier essieu vers l'arrière alors que le second essieu tournait vers l'avant. Il semble dans les faits que cet incident soit rarement arrivé, survenant seulement lorsque l'équipe de conduite oubliait d'isoler le cylindre HP au moyen de la valve prévue à cet effet.
Les locomotives sont baptisées du nom de tribus celtes, de mers et d'océans qui sont également portés à l'époque par des paquebots transatlantiques de la White Star Line (sauf les noms Pacific et le Gallic). La seule exception est la no 1304 nommée Jeanie Deans, personnage d'un roman de Walter Scott. Cette locomotive participe à l'Exposition internationale des Arts, Sciences et Industries (en) à Édimbourg en 1890.

### En France

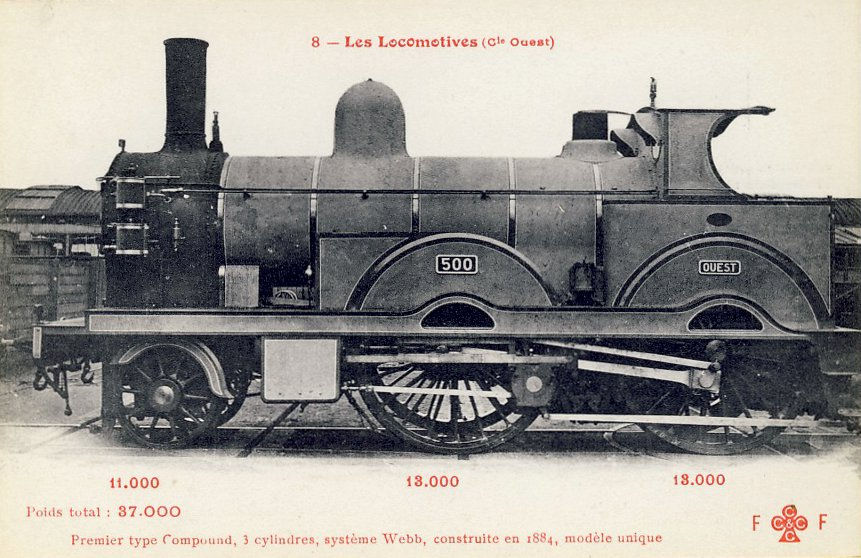
1110 n°500 du réseau de l'Ouest.

La Compagnie des chemins de fer de l'Ouest s'intéresse aux compound à trois cylindres et met en service une locomotive similaire construite à la LNWR en 1884. Bien qu'anticipant de cinq ans la classe Teutonic, elle repose sur le même principe avec une chaudière de Dreadnought montée sur des roues atteignant cette fois-ci 2,20 m. Cette locomotive numérotée 901 puis 500 reste sans descendance et disparaît après la fusion Ouest-État en 1909.

### Évolutions

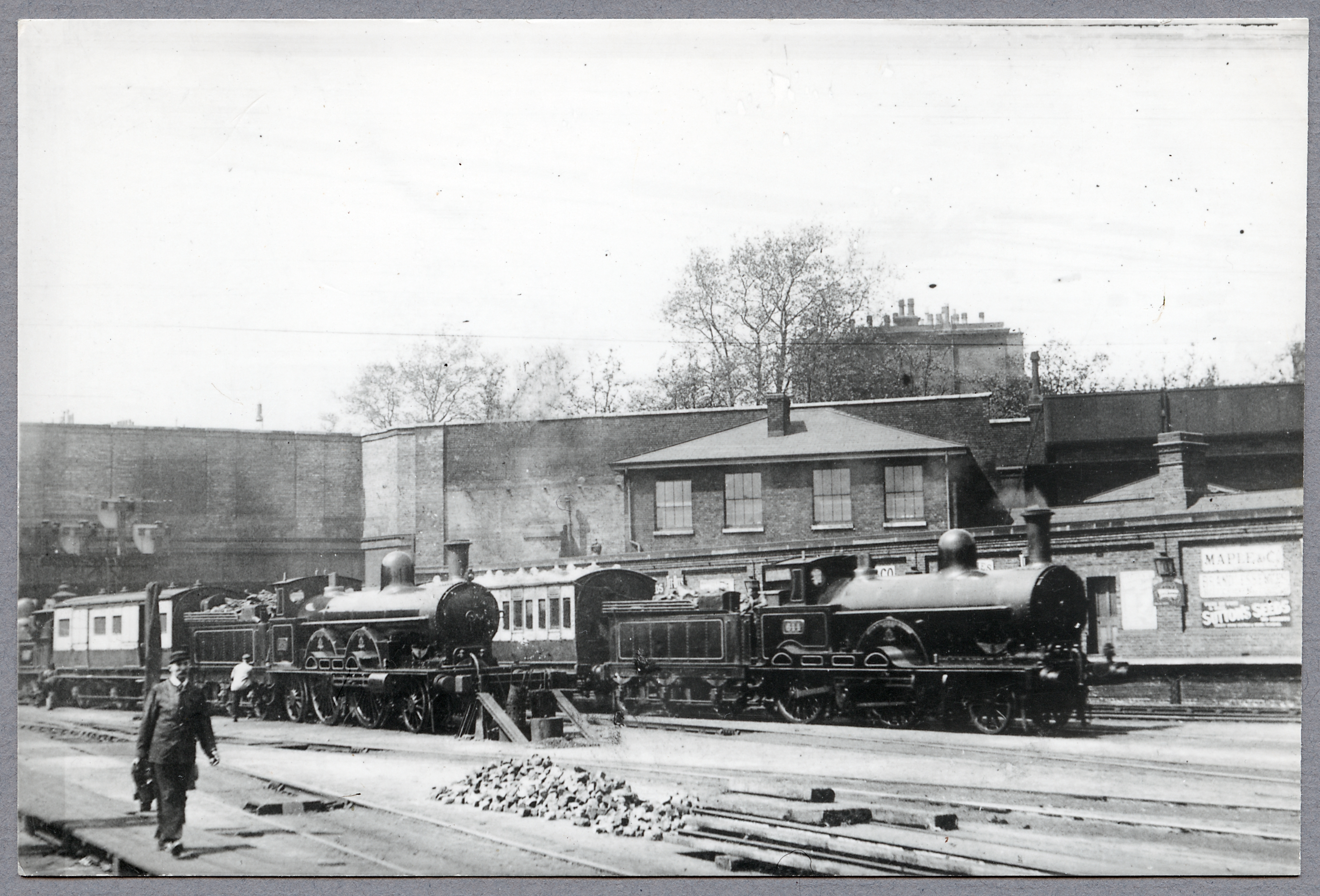
La Dreadnought no 644 Vesuvius et la Greater Britain no 525 Princess May côte à côte.

À la recherche de davantage de puissance, Francis Webb décide de créer une série de locomotives plus grandes ; les machines en service depuis la fin des années 1860 reprenant la même structure générale avec un foyer étroit positionné entre les deux essieux moteurs.
De nouvelles locomotives qui peuvent être considérées comme une version allongée de la classe Teutonic avec un essieu porteur arrière sont créées par Webb. Baptisées classe Greater Britain, ces dix locomotives sont réalisées en 1891-1894 et sont suivies par les dix de la classe John Hick (un prototype en 1894 et 9 autres en 1898).
Entre 1883 et 1887, Webb avait réalisé quatre locomotives-tender prototypes pour la traction de trains de banlieue, de marchandises ou régionaux : une 2110T réalisée par transformation d'une 220T type Metropolitan, une 1111T dérivée de la classe 4ft 6in, une 1111T à grandes roues pour trains express ainsi qu'une 1120T pour trains de marchandises rapides. Aucune de ces compound ne sera produite en série.
Alors que le LNWR utilisait uniquement des locomotives pour trains de marchandises à trois essieux, Webb réalise en 1892 une locomotive prototype no 2524 qui combine la longue chaudière des Greater Britain à quatre roues motrices (disposition 040). Cette première version (un exemplaire solitaire qui préfigure la classe C) se contente prudemment d'un fonctionnement à simple expansion avec des cylindres intérieurs mais Webb décide d'utiliser le système compound à 3 cylindres pour les locomotives de série qui en sont dérivées, donnant naissance à la classe A ; ces cent-onze locomotives construites de 1893 à 1900 seront les dernières locomotives à trois cylindres du LNWR. Au lieu d'être démolies comme les machines à voyageurs dotées de trois cylindres, les classe A sont transformées entre 1904 et 1912 en locomotives à deux cylindres intérieurs des classes C, C1 et D ; certaines retransformées plus tard en G1 et G2A roulent encore en 1960.
À partir de 1897, Webb décide d'utiliser une formule compound plus conventionnelle, avec quatre cylindres, signant notamment les plans des classes Jubilee et Alfred the Great. Ces locomotives de dimensions compactes emploient une avec une chaudière fort proche de celle des Dreadnought et Teutonic : la longueur totale est de 11 pieds (), le foyer a une surface de 20,5 piedscarré (1,58 m2). Seule la largeur totale diffère avec 4 pieds 2 pouces (1 270 mm) pour les Teutonic et 4 pieds 2 pouces 7⁄8 (1 292 mm) pour les Jubilee.

### Carrière et services effectués
Le diamètre de roues des Teutonic les prédispose au service sur les lignes les plus faciles au départ de Londres, où elles peuvent circuler à très grande vitesse, tandis que les Dreadnought sont plus adaptées aux lignes du nord, plus pentues. Les Greater Britain et John Hick suivent la même répartition théorique.
Elles sont fréquemment utilisées en double traction en tête des trains les plus lourds, assistées par une locomotive moins puissante en tête. L'arrivée des Greater Britain, Jubilee , etc. repositionne les Teutonic comme locomotive d'appoint. Elles se montrent toutefois parfaitement à l'aise pour remorquer des trains de luxe de 13 voitures à bogies.
En 1905, la no  Ionic bat le record de distance en parcourant sans arrêt les 299 miles (soit 481 km) entre les gares de Londres-Euston à Carlisle.
Alors que la livraison entre 1891 et 1903 des 100 locomotives compound des classes Greater Britain, John Hick, Jubilee et Alfred the Great n'a pas évincé les compound de Webb des classes Experiment, Dreadnought et Teutonic, le départ à la retraite en 1903 de Francis Webb dont les fonctions d'ingénieur en chef sont transférées à George Whale (en) puis Charles Bowen Cooke (en) sonne le glas des compound à 3 cylindres sur le LNWR. Seules les machines à quatre cylindres ainsi que celles pour marchandises de la classe A sont transformées en locomotives à simple expansion ou conservées en service jusqu'aux années 1920.
Whale reprend la conception générale des Alfred the Great mais avec une distribution à deux cylindres simple expansion et une chaudière plus large pour mettre au point la classe Precursor de laquelle il dérive une version ten wheel à six roues motrices pour les trains lourds et lents baptisée Experiment ; ces deux séries reprennent le nom de modèles créés par Webb. Les cent-trente Precursor livrées en 1904-1907 permettent de retirer du service toutes les locomotives pour express à trois cylindres ainsi qu'une partie des locomotives à simple expansion des classes Waterloo et Improved Precedent ; les autres étant encore en service après 1923.
La carrière des Dreadnought et Experiment se termine en 1903-1905. La no 1301 Teutonic est la première représentante de sa série à être mise hors-service, en octobre 1905. Deux autres suivent avant la fin de l'année. Il n'en reste que trois au début du mois de janvier 1907 et la no 1309 Adriatic est la dernière à quitter les inventaires en décembre 1907.
Aucune locomotive compound de Webb n'a été préservée.